# Ásmundur Guðmundsson
Ásmundur Guðmundsson, född 6 oktober 1888 i Reykholt, död 29 maj 1969 i Reykjavik, var en isländsk prästman och Islands biskop från 1954 till 1959.

## Biografi
Ásmundur Guðmundsson utexaminerades från Islands universitet 19 juni 1912. Han arbetade som präst i de isländska bosättningarna i Alberta under en månad 1914 och i Saskatchewan i Kanada från 1912 till 1914. Han blev assisterande präst i Stykkishólmur 24 juni 1915 och församlingspräst på Helgafell 31 maj 1916. Ásmundur Guðmundsson utnämndes till rektor för Eidar den 11 januari 1919 och blev docent vid Teologiska fakulteten på Islands universitet 24 april 1928, därefter professor 24 april 1934. Han var dekan för teologiska avdelningen från 1934 till 1935. Han valdes till Islands biskop 1954 och vigdes till biskop i Reykjaviks domkyrka 20 juni 1954. År 1959 efterträddes han av Sigurbjörn Einarsson. Ásmundur Guðmundsson skrev ett antal böcker, inklusive The Supreme Life (1964) om Jesu liv. 